# WFC 로시얀카
WFC 로시얀카(러시아어: Футбольный клуб «Россиянка»)는 러시아 힘키에 위치한 여자 축구단이었다.